# Escut de Campins
L'escut oficial de Campins té el següent blasonament:
Escut caironat: d'argent, 3 pins de sinople malordenats. Per timbre una corona mural de poble.

## Història
Es va aprovar el 19 de setembre de 1996 i va sortir publicat al DOGC del 18 d'octubre del mateix any amb el número 2270.
Els tres pins són una referència parlant al nom del poble.